# Aliye Uzunatağan
Aliye Uzunatağan (Çanakkale, 24 dicembre 1951) è un'attrice e doppiatrice turca, nota per aver interpretato il ruolo della Signora Remide nella serie DayDreamer - Le ali del sogno (Erkenci Kuş).

## Biografia
Aliye Uzunatağan è nata il 24 dicembre 1951 a Çanakkale (Turchia), fin da piccola ha mostrato un'inclinazione per la recitazione. Aliye Uzunatağan si è diplomata presso i teatri della città di Istanbul e anche ha lavorato presso il Müjdat Gezen Art Center. Ha recitato in vari film come nel 1969 in Sen bir meleksin, nel 1975 in Soysuzlar, nel 1980 in Talihli Amele, nel 2007 in Bayrampasa: Ben fazla kalmayacagim, nel 2008 in Vesaire Vesaire, nel 2009 in Kampüste Çiplak Ayaklar, nel 2011 in Ya Sonra e in Beni Unutma e nel 2019 in Lady Winsley'i Kim Öldürdü.
Oltre ad aver recitato in film, ha preso parte anche in serie televisive come nel 1997 in Kara melek, nel 2000 in Böyle mi olacakti e in Evdeki Yabanci, nel 2002 in Seni Yasatacagim, nel 2003 in Zalim, nel 2004 in Bütün çocuklarim, nel 2004 e nel 2005 in Bir dilim ask, nel 2005 in Belali Baldiz, nel 2006 in Genis zamanlar, nel 2007 e nel 2008 in Kuzey rüzgari, nel 2009 in Unutulmaz, nel 2011 in Huzurum Kalmadi , nel 2014 in Ruhumun Aynasi, nel 2016 in Yüksek Sosyete, nel 2019 in Vurgun e in DayDreamer - Le ali del sogno (Erkenci Kuş) e nel 2022 in Kizilcik Serbeti. Ha recitato anche in film televisivi come nel 1976 in Bekleyis e nel 2000 in Söhret tutkusu. Ha anche recitato in miniserie televisive come nel 2001 in Yapayalniz e nel 2006 in Yasanmis sehir hikayeleri.

## Vita privata
Aliye Uzunatağan ha una figlia che si chiama Ayşecan Tatari, nata il 9 marzo 1989, anche lei attrice.

## Filmografia

### Attrice

#### Cinema
- Sen bir meleksin, regia di Nejat Saydam (1969)
- Soysuzlar, regia di Natuk Baytan (1975)
- Talihli Amele, regia di Atif Yilmaz (1980)
- Bayrampasa: Ben fazla kalmayacagim, regia di Hamdi Alkan (2007)
- Vesaire Vesaire, regia di Tunç Basaran (2008)
- Kampüste Çiplak Ayaklar, regia di Cansel Elcin (2009)
- Ya Sonra, regia di Özcan Deniz (2011)
- Beni Unutma, regia di Özer Kiziltan (2011)
- Lady Winsley'i Kim Öldürdü, regia di Hiner Saleem (2019)

#### Televisione
- Bekleyis, regia di Yavuz Sezer – film TV (1976)
- Kara melek – serie TV (1997)
- Böyle mi olacakti – serie TV (2000)
- Söhret tutkusu, regia di Cankat Ergin – film TV (2000)
- Evdeki Yabanci – serie TV (2000)
- Yapayalniz – miniserie TV (2001)
- Seni Yasatacagim – serie TV (2002)
- Zalim – serie TV (2003)
- Bütün çocuklarim – serie TV (2004)
- Bir dilim ask – serie TV (2004-2005)
- Belali Baldiz – serie TV (2005)
- Yasanmis sehir hikayeleri – miniserie TV (2006)
- Genis zamanlar – serie TV (2006)
- Kuzey rüzgari – serie TV (2007-2008)
- Unutulmaz – serie TV (2009)
- Huzurum Kalmadi – serie TV (2011)
- Ruhumun Aynasi – serie TV (2014)
- Yüksek Sosyete – serie TV (2016)
- Vurgun – serie TV (2019)
- DayDreamer - Le ali del sogno (Erkenci Kuş) – serie TV (2019)
- Kizilcik Serbeti – serie TV (2022)

#### Cortometraggi
- Dogum, regia di Burcu Aykar Sirin, Uygar Sirin e Burcu Aykar Þirin (2008)
- Gazi, regia di Sydney Ribot (2017)

### Doppiatrice

#### Cinema
- Siyah eldivenli adam, regia di Mehmet Aslan (1973)
- Dertli, regia di Ertem Göreç (1974)
- Mahçup Delikanli, regia di Orhan Aksoy (1974)
- Bizim Aile, regia di Ergin Orbey (1975)
- Zavallilar, regia di Yilmaz Güney e Atif Yilmaz (1975)
- Kral benim, regia di Çetin Inanç (1975)
- Bes Milyoncuk Borç Verir Misin?, regia di Osman F. Seden (1975)
- Süt Kardesler, regia di Ertem Egilmez (1976)
- Gülen Gözler, regia di Ertem Egilmez (1977)
- Hababam Sinifi Dokuz Doguruyor, regia di Kartal Tibet (1978)
- Seninle Son Defa, regia di Feyzi Tuna (1978)
- Günesten de Sicak, regia di Yasar Seriner (1978)
- Düsman, regia di Zeki Ökten (1980)
- Topragin teri, regia di Natuk Baytan (1982)
- Yabanci, regia di Osman F. Seden (1984)
- Geçim otobüsü, regia di Süreyya Duru e Remzi Jöntürk (1984)
- Damga, regia di Osman F. Seden (1984)
- Yaz bitti, regia di Zeki Alasya (1985)
- Ölüm Yolu, regia di Halit Refig (1985)

## Teatro
- Kuşatma
- Vladimir Komarov
- Yarısı di Bekir Büyükarkın, presso il teatro della città di Istanbul (1967)
- Cyrano de Bergerac di Edmond Rostand, presso il teatro della città di Istanbul (1967)
- Zengin Mutfağı di Vasıf Öngören, presso il teatro della città di Istanbul (1978)
- Beş Para Etmez Oyun di Bertolt Brecht, presso il teatro della città di Istanbul (1979)
- Macbeht di William Shakespeare, presso il teatro della città di Istanbul (1983)
- Ağrı Dağı Efsanesi di Yaşar Kemal, presso il teatro della città di Istanbul (1989)
- Bay Hiç Hiç di Sabahattin Kudret Aksal, presso il teatro della città di Istanbul (1991)
- Elveda Cumhuriyet di Selim İleri, presso il teatro della città di Istanbul
- Cimri di Molière, presso il teatro della città di Istanbul
- Katherina Blum'un Çiğnenen Onuru di Heinrich Böll, presso il teatro della città di Istanbul
- Kanlı Düğün di Federico García Lorca, presso il teatro della città di Istanbul
- Lillian di Willam Luse, presso il teatro Stüdyosu (2000)
- Herkes Aynı Bahçede di Anton Čechov, presso il teatro della città di Istanbul (2001)
- 3. Richard di William Shakespeare, presso il teatro della città di Istanbul (2003)
- IV. Murad di Turan Oflazoğlu, presso il teatro della città di Istanbul (2005)

## Doppiatrici italiane
Nelle versioni in italiano dei suoi film e delle sue serie TV, Aliye Uzunatağan è stata doppiata da:
- Antonella Giannini[21] in DayDreamer - Le ali del sogno[22]